# Centro per l'arte contemporanea Luigi Pecci
Il Centro per l'arte contemporanea Luigi Pecci è un centro polifunzionale situato a Prato che ha come finalità le attività museali di raccolta, conservazione e valorizzazione di opere d'arte contemporanea, i servizi di informazione, didattica e documentazione, l'organizzazione di esposizioni temporanee, rassegne, eventi. Al Centro è riconosciuta la funzione pubblica di coordinamento del sistema regionale dell'arte contemporanea.
Nel 2016 il Centro Pecci ha riaperto dopo il completamento dell'ampliamento a firma dell’architetto Maurice Nio e la ristrutturazione dell’edificio originario progettato dall’architetto razionalista Italo Gamberini.
Oggi il complesso ospita, oltre a più di 3000 m² di sale espositive, l’archivio e la biblioteca specializzata CID/Arti Visive, che conta un patrimonio di circa 60 000 volumi, l’auditorium–cinema, la libreria, il ristorante e il bistrot e il teatro all'aperto.

## Storia
Il centro fu costruito dall'architetto Italo Gamberini (autore anche della vicinissima Galleria Farsetti) su incarico dell'industriale pratese Enrico Pecci, in memoria del figlio scomparso Luigi Pecci. In un primo tempo venne elaborato un progetto, in collaborazione con l'ingegnere Attilio Mazzoni, ispirato al palazzo della CEE a Bruxelles (il cui modello venne presentato all'amministrazione comunale alla fine del 1978). Finalmente nel 1981, approvato l'impianto urbanistico - consistente nell'edificio museale e in due corpi da destinarsi a terziario - e individuata l'area (un lotto di proprietà di una società di cui Pecci era consigliere delegato), Italo Gamberini ricevette l'incarico di procedere alla stesura definitiva del progetto e alla conseguente realizzazione. Lo studio urbanistico e architettonico fu approntato entro il dicembre del 1981: dopo numerosi incontri fra la committenza, l'amministrazione e il progettista, la concessione edilizia fu finalmente rilasciata il 28 febbraio del 1984. I lavori vennero avviati nel 1985; nell'autunno del 1986 era già completata la struttura (fondazioni, solai, telai metallici, scale esterne e copertura), mentre i tamponamenti e le finiture furono portati a termine agli inizi del 1988. Il museo venne ufficialmente inaugurato il 25 giugno 1988 con la mostra panoramica Europa oggi.
La struttura originaria, ispirata al modello polifunzionale del Centro Georges Pompidou di Parigi, comprende lo spazio espositivo, il CID/Centro di Informazione e Documentazione sulle Arti visive con la biblioteca specializzata sull'arte e sull'architettura contemporanea; il Dipartimento Educazione, inaugurato alla fine degli anni Ottanta con la didattica sperimentale di Bruno Munari, che ha formato il personale interno che ha poi gestito in autonomia i laboratori fino al 2014;  la Sezione Eventi dedicata nei primi quindici anni ad attività musicali, video e performative nell'auditorium e nell'anfiteatro, a cui si aggiungono le proposte editoriali, i programmi di incontri e approfondimenti culturali.
L'attività museale si è rivolta alla costituzione e all'incremento di una raccolta permanente che rappresentasse la traccia duratura di ciò che era proposto in occasione di mostre temporanee, incentrate prevalentemente sugli sviluppi artistici italiani e internazionali, partendo dall'attualità per arrivare a comprendere ricerche artistiche della seconda metà del Nocevento. Il patrimonio raccolto ha stimolato, a partire dagli anni Duemila, una riflessione sulla centralità della collezione e su attività come la catalogazione e la conservazione, affiancate stabilmente all'organizzazione e presentazione di mostre temporanee. L'adeguamento degli spazi tecnici al piano interrato e il potenziamento dello spazio espositivo dedicato alla collezione sono gli sviluppi del processo di rifunzionalizzazione avviato in particolare fra il 2005 e il 2011 sotto la presidenza di Valdemaro Beccaglia, che ha indotto la direzione a prevedere l'ampliamento dell'edificio di Gamberini e la famiglia Pecci a proporne concretamente la realizzazione, commissionando il nuovo progetto all'architetto Maurice Nio.

## Edificio
Si compone oggi di due parti: l'edificio progettato negli anni Ottanta dall'architetto Italo Gamberini e la struttura in costruzione progettata dallo studio Maurice Nio / NIO architecten di Rotterdam, che abbraccia quella originaria e ne raddoppia la superficie espositiva.
L'edificio di Gamberini si sviluppa sopra ad un livello interrato, che ospita gli spazi tecnici del museo, su due piani che alternano forme asimmetriche e simmetriche, volumetrie organiche e razionali, seguendo una pianta ad andamento a U segmentata, chiusa dalla cavea semicircolare del teatro all'aperto e circondata da un giardino. Al piano terra dal 2003 sono stati ricavati spazi dedicati ai progetti d'artista e interventi specifici temporanei, accanto ai laboratori didattici, al bar-ristorante e all'auditorium collocati in questa zona dall'inaugurazione. Al primo piano si trovano l'accoglienza e le sale museali a pianta quadrata, sottoposte nel 2003 ad un radicale intervento di restyling architettonico. L'ingresso al piano nobile, introdotto esternamente da un ponte scoperto rialzato su un lato del giardino, è collegato internamente per mezzo di un tunnel coperto dall'edificio laterale che ospita piccole sale espositive dedicate a mostre di carattere specialistico e documentario, la biblioteca del CID/Centro di Informazione e Documentazione sulle Arti visive e gli uffici del Centro. Ulteriori spazi espositivi sono stati ricavati nel locale posto sotto alla gradinata del teatro.
La frequente occupazione e modificazione degli spazi ha permesso di aumentare la capacità espositiva temporanea del museo, tuttavia non ha risolto il gap esistente fra le reali esigenze del Centro e l'effettiva disponibilità di ambienti da dedicare alle esposizioni. L'ampliamento architettonico progettato da Maurice Nio risponde a questa esigenza, creando un nuovo circuito espositivo per le sale del primo piano, diversificando gli assi di fruizione e razionalizzando il flusso dei visitatori. La nuova parte ad anello cinge l'edificio originale toccandolo solo quando e dove è necessario per il circuito, orientando l'entrata principale verso la strada.

Edificio
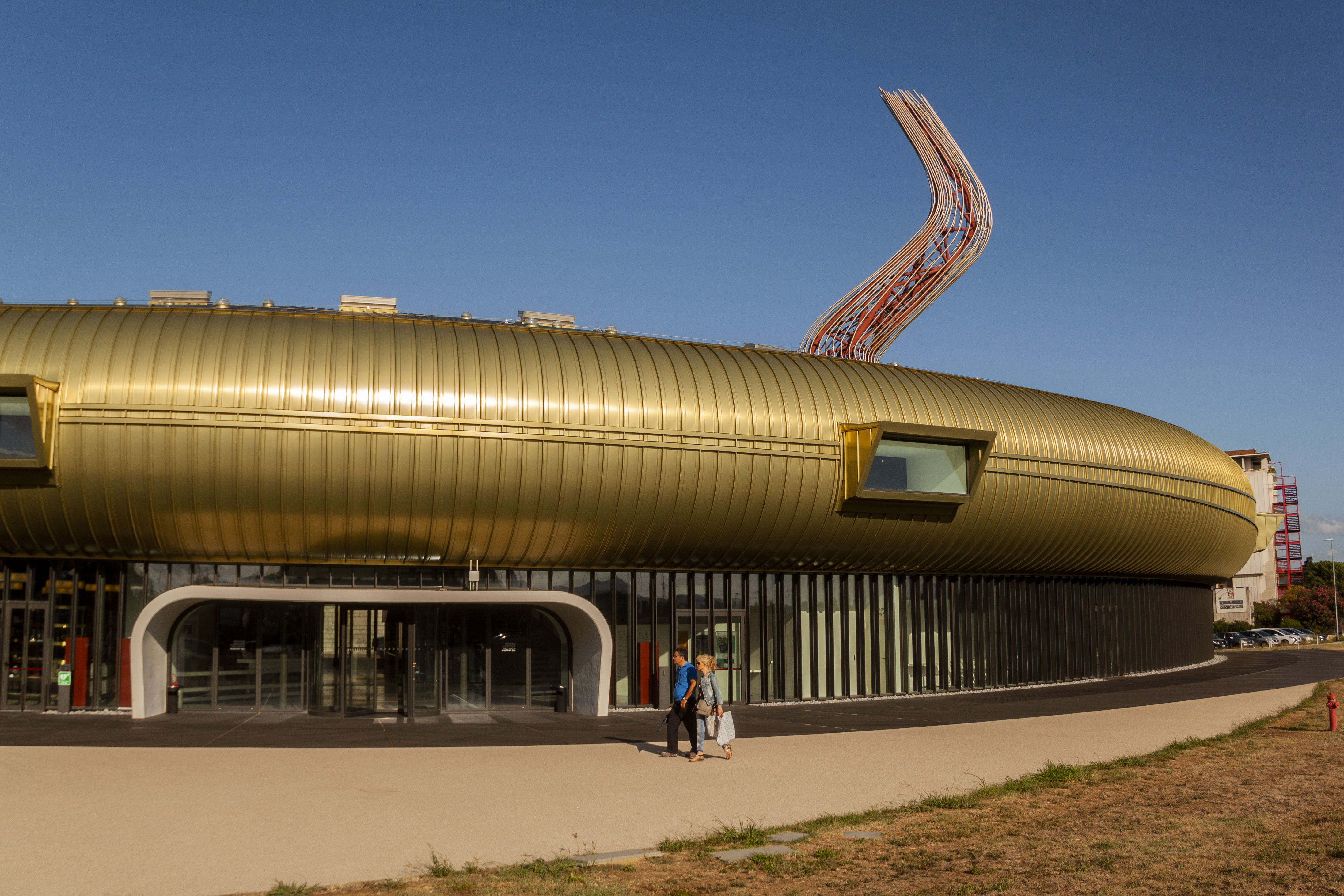
Esterno
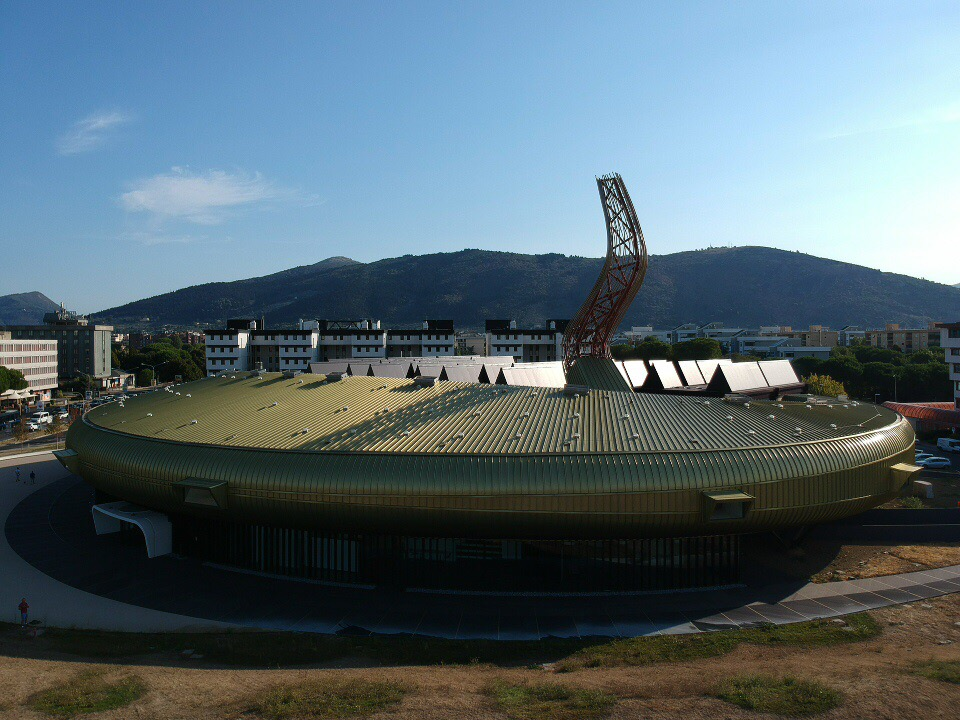
Vista dall'alto
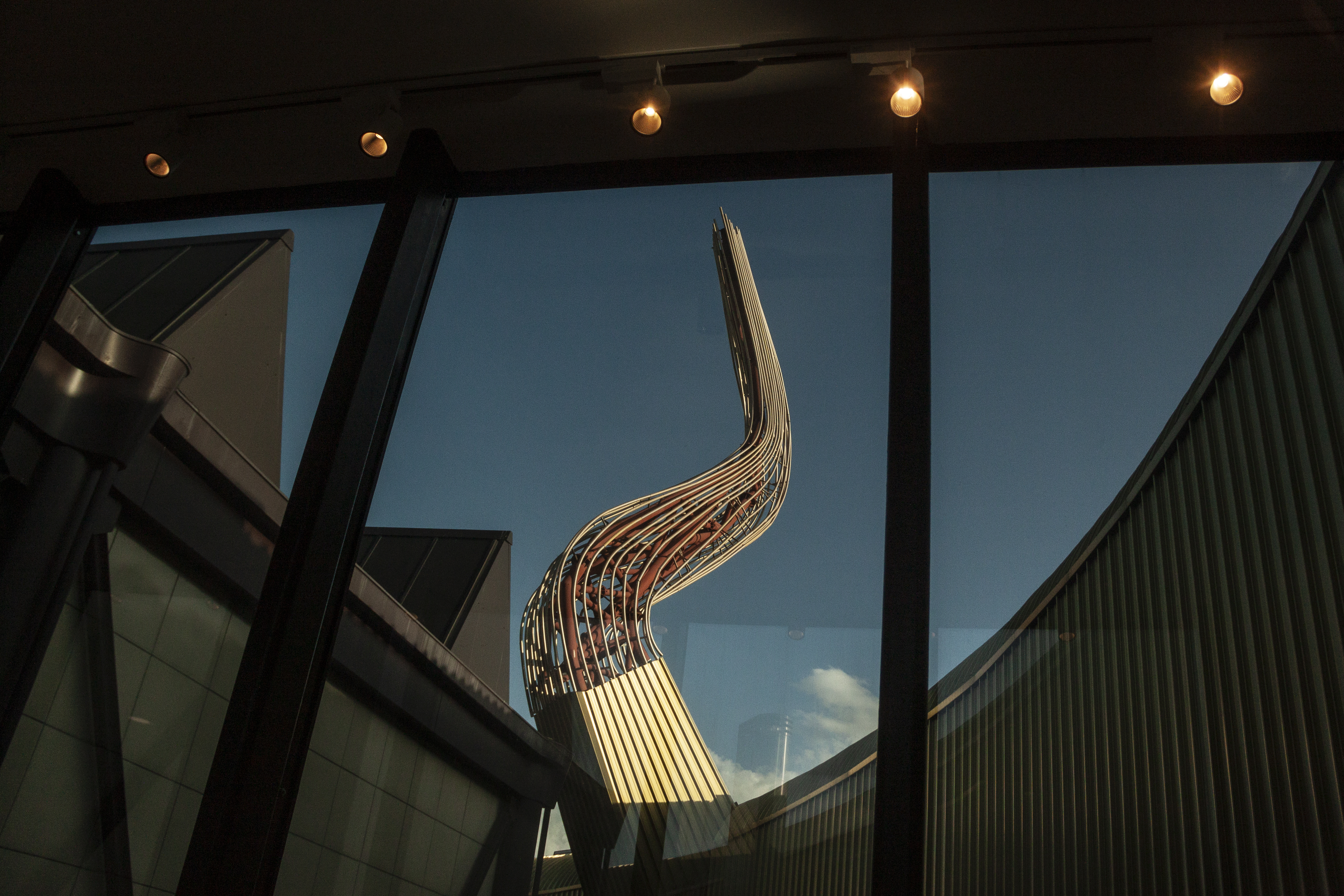
La guglia
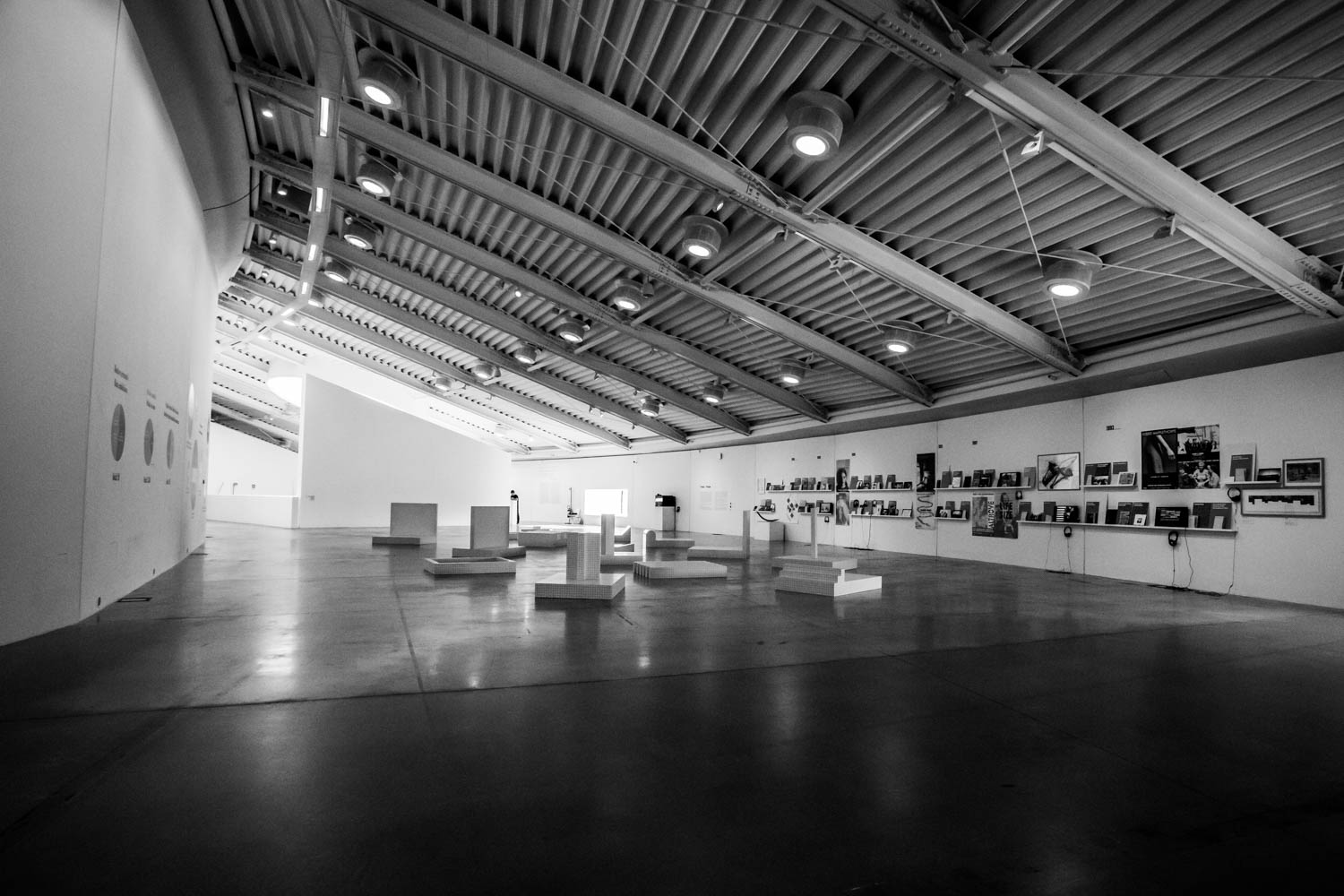
Spazio espositivo
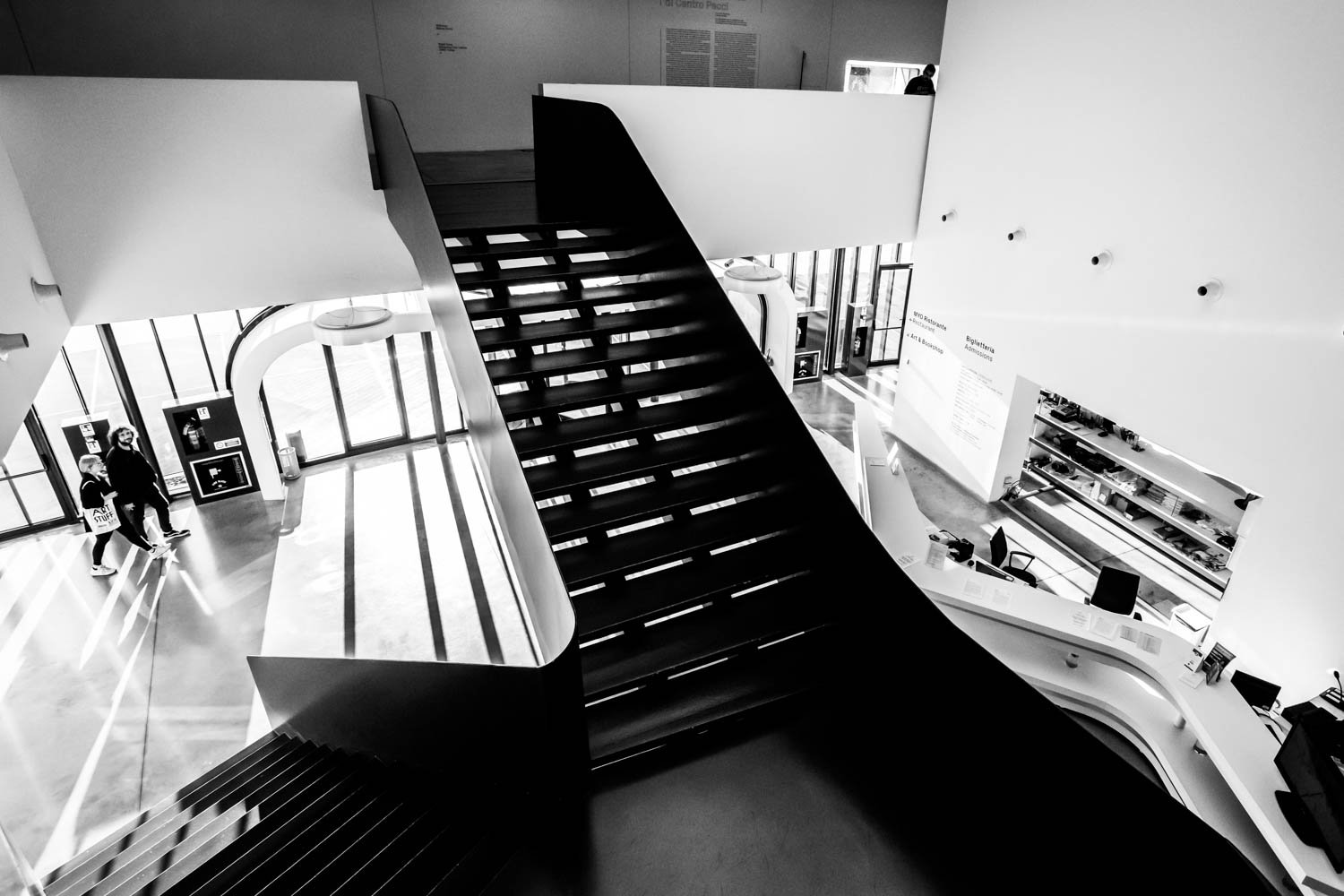
Scala d'accesso
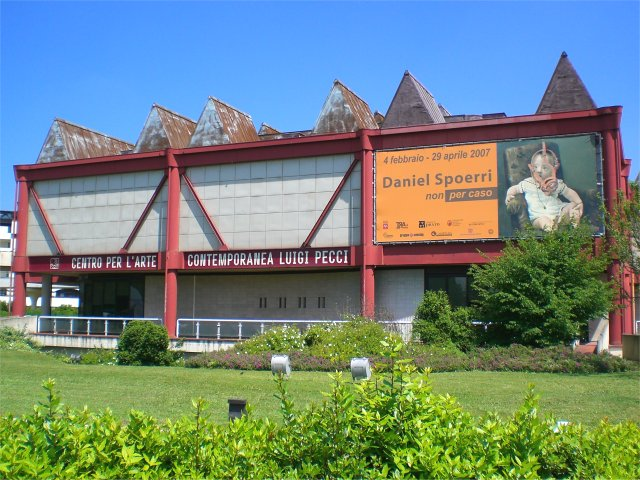
Il vecchio edificio

## Collezione
La collezione include circa mille opere, in prevalenza sculture, installazioni e ambienti, dipinti e opere video, realizzati dagli anni Cinquanta del Novecento ad oggi e acquisiti per lo più in seguito alle mostre. Nuclei specifici di opere provengono dalla Collezione Carlo Palli, da acquisizioni degli Amici del Centro Pecci e della Fondazione Cassa di Risparmio di Prato.
Di particolare rilievo risultano i lavori di vari esponenti dell'Arte Povera e della Transavanguardia, così come di artisti dell'ex URSS. La raccolta comprende inoltre un vasto repertorio di opere e progetti di Poesia Concreta, Poesia Visiva, esperienze visuali di musicisti e performer, sezioni dedicate all'Architettura Radicale, al Cinema d'artista in Toscana dal 1964 al 1980, al libro d’artista.
In collezione, tra le altre, vi sono opere di Vito Acconci, Nobuyoshi Araki, Stefano Arienti, Marco Bagnoli, Rossella Biscotti, Botto & Bruno, Paolo Canevari, Loris Cecchini, Enzo Cucchi, Jan Fabre, Lucio Fontana, Marco Gastini, Piero Gilardi, Dmitry Gutov, Emilio Isgrò, Ilya Kabakov, Anish Kapoor, Jannis Kounellis, Barbara Kruger, Francesco Lo Savio, Sol LeWitt, Philip-Lorca di Corcia, Eliseo Mattiacci, Fausto Melotti, Mario Merz, Liliana Moro, Robert Morris, Ugo Mulas, Bruno Munari, Vik Muniz, Maurizio Nannucci, Hermann Nitsch, Julian Opie, Anatolij Osmolovskij, Mimmo Paladino, Giulio Paolini, Gianni Pettena, Michelangelo Pistoletto, Anne e Patrick Poirier, Remo Salvadori, Julian Schnabel, Daniel Spoerri, Mauro Staccioli, Superstudio, David Tremlett, UFO, VALIE EXPORT, Massimo Vitali, Yelena & Viktor Vorobyev, Erwin Wurm, Gilberto Zorio.

## Direttori
La collezione è il frutto delle inclinazioni critiche ed artistiche nonché delle effettive opportunità d'acquisizione dei direttori che si sono succeduti alla guida del Centro e dei curatori che vi hanno operato dal 1988 ad oggi: 
- Amnon Barzel (1986-1992)
- Ida Panicelli (1993-1994)
- Antonella Soldaini (1994-1995)
- Bruno Corà (1995-2002)
- Daniel Soutif (2003-2005)
- Stefano Pezzato (2006-2007)
- Marco Bazzini (2007-2013)
- Fabio Cavallucci (2014-2017)
- Cristiana Perrella (2018-2021)
- Stefano Collicelli Cagol (2021-in corso)

affiancati nel corso degli anni da varie collaborazioni esterne, fra le altre di Jean-François Chevrier e James Lingwood, Claudia Jolles, Elio Grazioli, Octavio Zaya, Germano Celant, Giuliano Serafini, Filippo Maggia, Raffaele Gavarro, Marco Meneguzzo, Jean-Christophe Ammann, Jean-Pierre Criqui, Viktor Misiano, Achille Bonito Oliva, Marco Senaldi, Luca Beatrice e Davide Ferri.